# Manitoba Census Division No. 5
Die Census Division No. 5 in der kanadischen Provinz Manitoba gehört zur Southwest Region. Sie hat eine Fläche von 8228,5 km² und 13.176 Einwohner (Stand: 2016). 2011 betrug die Einwohnerzahl 12.922.

## Census Subdivisions
Im Folgenden die "Census Subdivisions" („Zensus-Untergliederungen“) der Division No. 5 mit Stand vom Census 2016.
- Boissevain-Morton (Municipality)
- Brenda-Waskada (Municipality)
- Deloraine-Winchester (Municipality)
- Grassland (Municipality)
- Killarney - Turtle Mountain (Rural municipality)
- Melita (Town)
- Prairie Lakes (Rural municipality)
- Two Borders (Municipality)